# Tristana Medeiros
Tristana Medeiros Da Souza, conocida en español como La Niña Medeiros es un personaje de ficción y principal antagonista de la serie de películas REC. Creado por Jaume Balagueró y Paco Plaza, Medeiros se presentó en la primera película y tuvo un papel ampliado en REC 2. También hace una aparición cameo en REC 3: Génesis que la revela como la causa principal del brote demoníaco. Sus orígenes son contados por el propio personaje en el cómic REC: Historias Inéditas, publicado en 2012 junto con Génesis. Medeiros es retratado principalmente por el actor español Javier Botet en la serie.

## Arco de caracteres

### Orígenes
La Niña Medeiros era originalmente una chica portuguesa llamada Tristana Medeiros Da Souza, que vivía en un convento y trabajaba como cocinera. Una noche, mientras rezaba en su habitación, Tristana fue violada por un grupo de sacerdotes y fue encontrada por una monja por la mañana, aparentando estar muerta. Las monjas, temiendo por su alma, la ataron a una cama e intentaron un exorcismo durante su vigilia. Sin embargo Tristana se despertó, reaccionando violentamente a las oraciones religiosas del sacerdote, mató a las monjas gritando fuertemente, destrozando las ventanas y empalándolas con el cristal. Luego mató al sacerdote asistente golpeándolo en la cabeza con un crucifijo. Horrorizada, la misma monja que encontró a Tristana después de la violación logró calmarla inyectándole un tranquilizante. La poseída Tristana se mantuvo controlada con sedantes y atada a un crucifijo, hasta que llegaron los sacerdotes del Vaticano, uno de ellos el Padre Albelda. El caso llegó a los titulares y, algún tiempo después, Tristana fue reportada como desaparecida.

### Aislamiento
De alguna manera, Albelda trasladó a Medeiros a un edificio de apartamentos en el centro de Barcelona, donde el demonio fue encadenado en el ático y sellado detrás de una puerta que solo se abriría en la oscuridad total. Además de ser un hombre religioso, Albelda llevó a cabo experimentos científicos con la sangre de Medeiros, usando ratas y niños de la zona como conejillos de indias. Las pruebas le revelaron que la raíz de la posesión era una enzima particular, que ahora había mutado y se había convertido en una enfermedad infecciosa, que se propagaba a través de la saliva y los fluidos corporales. Tiempo después las autoridades del Vaticano le ordenaron matar a la niña poseída para evitar un posible contagio. Albelda envenenó la comida de Medeiros, compuesta de carne humana, y le ofreció la comida. Cuando la criatura aparentemente se desmayó, Albelda abrió las cadenas y de repente se despertó, persiguiéndolo por todo el apartamento. Albelda se subió a los conductos de aire, donde los otros niños infectados estaban atrapados, y se encerró allí para morir. Medeiros se convirtió en una figura ciega y demacrada, encerrada sobrenaturalmente en la oscuridad, hasta que encontró una salida cuando Ángela y Pablo entraron en el ático.

### Libertad
El padre Albelda utilizó ratas para probar la infección, y como los animales lograron escapar, el virus salió del ático. Ángela Vidal era una reportera que siguió a un grupo de bomberos con su camarógrafo Pablo al edificio de apartamentos, donde terminaron en cuarentena junto con los residentes. Después de que el virus demoníaco infectara a todos excepto a Ángela y Pablo, los dos sobrevivientes fueron acorralados en el apartamento del ático. En el cuarto oscuro, encontraron periódicos que informaban sobre el caso de Medeiros y los registros de Albelda sobre sus experimentos. Como no había luz, solo pudieron ver a Medeiros a través de los infrarrojos, y ella pudo escapar y atacarlos. El demonio agarró a Ángela e insertó un organismo parecido a un gusano en la boca de la mujer, poseyendo su cuerpo y adquiriendo la capacidad de salir de la oscuridad, y por consiguiente, del ático.
Más tarde esa noche, algunos pisos más abajo, se encontró con un sacerdote del Vaticano, el Padre Owen, quien entró al edificio con un equipo de GEO, buscando la sangre de Medeiros para crear un antídoto. El demonio se hizo pasar por Ángela, y siguió al equipo hasta el ático donde el ser demoníaco de alguna manera aún acechaba. La criatura fue entonces disparada en la cabeza por Ángela, y el demonio asumió completamente su cuerpo, listo para abandonar el lugar. Como Owen no quería permitir que nadie saliera del edificio, Medeiros lo mató y falsificó su voz en la radio, afirmando que solo una mujer había sobrevivido al brote.

## El virus
El cómic Historias Ineditas, que es en su mayoría una precuela de la serie de películas, sugiere que mientras estaba en el ático, Medeiros pudo recordar su vida como una chica "pura y bonita", y que vivió en la tristeza debido a su destino de estar poseída por algo maligno. La segunda película afirma que el demonio dentro de ella puede controlar a las personas infectadas y comunicarse a través de ellas, y la tercera película presenta a Medeiros como el reflejo de la infectada en el espejo, intensificando la idea de que ella es la semilla del brote.
A pesar de sus orígenes sobrenaturales, se describe al virus demoníaco como un virus común en la sangre humana. El momento en que aparecen los síntomas varía según el tipo de sangre, ya que algunas personas se convierten inmediatamente en criaturas sedientas de sangre y otras tardan un tiempo en languidecer antes de que el virus haga efecto. El cuerpo poseído puede ser detenido por fuerzas religiosas como la recitación de las escrituras, generalmente evocadas por un sacerdote. El demonio Medeiros se manifiesta cuando es forzado religiosamente, en un ritual parecido a un exorcismo. También manifiestan la inquietante habilidad de imitar las voces de otros para engañar y atacar a sus víctimas.
Similar a la "infestación" (una supuesta forma de posesión demoníaca), también puede afectar a los animales. Aparte del perro Max de Jennifer, el cómic Historias Ineditas explora un brote en un zoológico, de donde sus animales infectados (incluyendo el cadáver de Copito de Nieve, el gorila albino) escapan luego, la misma noche de los eventos de la primera y segunda película.
Según la tercera película, el brote es en realidad el comienzo (génesis) de la libertad de los demonios que lograron escapar de la oscuridad en la que estaban atrapados por Dios. En consonancia con esto, la criatura Medeiros de las dos primeras películas parece existir en un plano de realidad ligeramente diferente al de todos los demás: Solo puede ser vista (y solo puede atacar e infectar a otros) cuando hay una oscuridad total. Así como la criatura se revela cuando se enciende la visión nocturna de una cámara, la geografía del apartamento donde estaba confinada también cambia en la oscuridad: Cuando un miembro de la unidad GEO es arrastrado a una bañera llena de agua en el apartamento y la luz se enciende, la bañera ha sido reemplazada por una unidad de lavabo más tradicional y el hombre ha desaparecido.

## Otras versiones
En Quarantine, el remake americano de 2008 de REC, Mederios es reemplazado por un inquilino masculino sin nombre al que se refiere como "Thin Infected Man" en los créditos finales y retratado por Doug Jones.